# Trânsito de Vênus de 2004

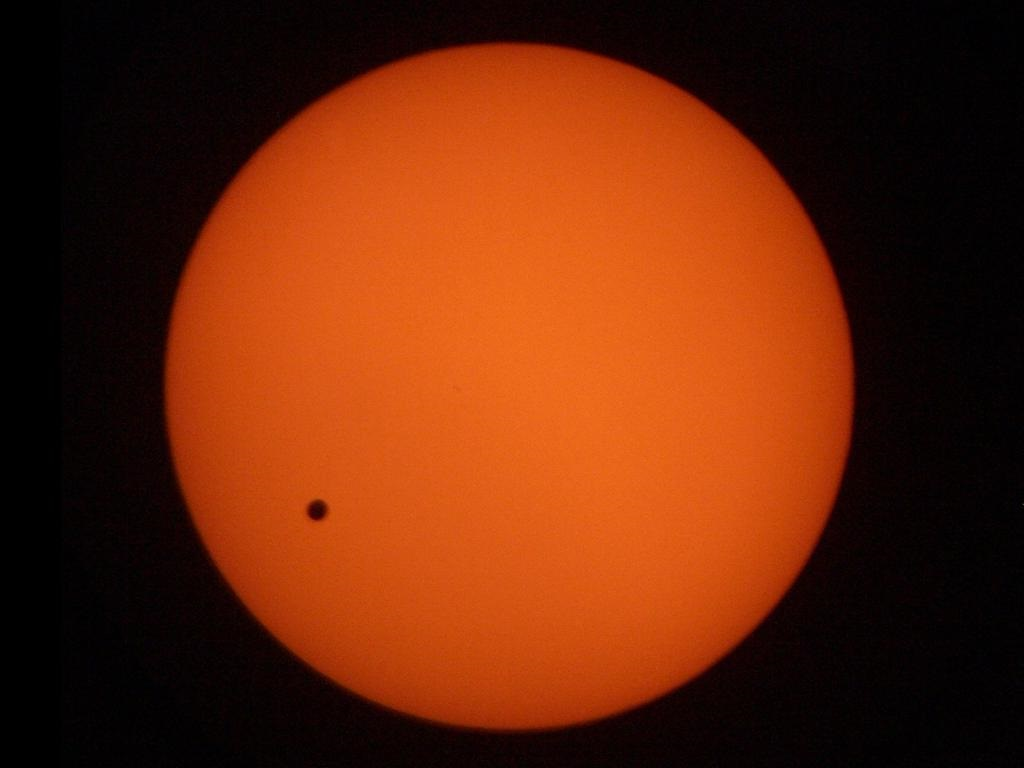
Uma fotografia tirada às 15:39 horário de Hong Kong (07:39 UTC) de Tuen Mun, Novos Territórios, Hong Kong.

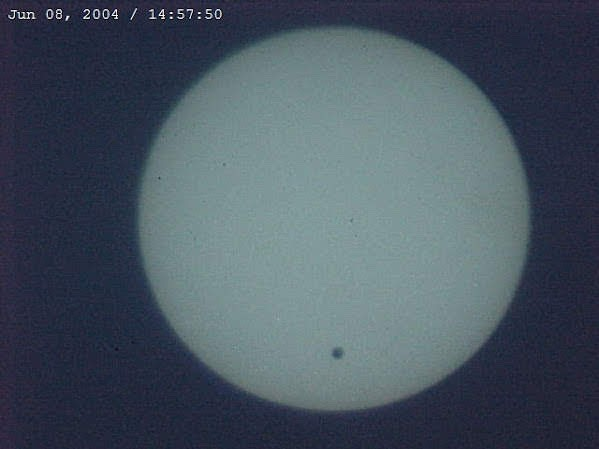
Uma projeção do Trânsito de Vênus de 2004 como visto de Mumbai, Índia às 14:57:50 IST (09:27:50 UTC) clicado usando uma câmera Sony Digital Mavica MVC-FD73 por Dhaval Mahidharia.

Um trânsito de Vênus foi observado da Terra em 8 de junho de 2004. O evento recebeu atenção significativa, pois foi o primeiro trânsito de Vênus após a invenção da mídia de transmissão. Nenhum humano vivo na época havia testemunhado um trânsito de Vênus anterior, uma vez que esse trânsito ocorreu em 6 de dezembro de 1882 no século XIX.
O Observatório Europeu do Sul (ESO) e a Associação Europeia para Educação em Astronomia (EAAE) lançaram o projeto VT-2004, juntamente com o Institut de Mécanique Céleste et de Calcul des Éphémérides (IMCCE) e o Observatoire de Paris na França, bem como o Instituto Astronômico da Academia de Ciências da República Tcheca. Este projeto teve 2.763 participantes em todo o mundo, incluindo quase 1 000 turmas escolares. Os participantes fizeram uma medição da unidade astronômica (AU) de 149 608 708 km ± 11 835 km que teve apenas 0,007% de diferença do valor aceito.

## Visibilidade

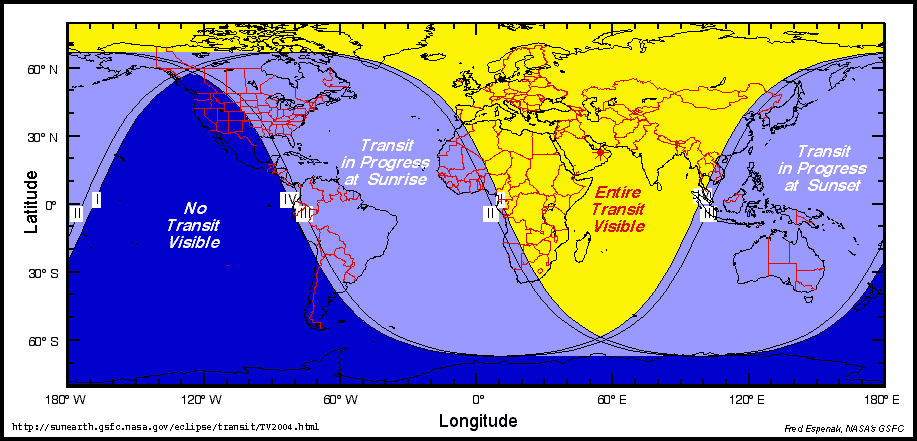
Onde o trânsito de 2004 foi visível

Todo o trânsito foi visível da Europa, maior parte da Ásia e quase toda a África. O início foi visível antes do pôr do sol do extremo leste da Ásia e Austrália. O fim foi visível após o nascer do sol da extremidade ocidental da África, leste da América do Norte e grande parte da América do Sul. O trânsito não foi visível de forma alguma do oeste da América do Norte, sul da América do Sul, Havaí ou Nova Zelândia. As regiões de onde o trânsito foi visível são mostradas no mapa à direita.

## Cronometragem
A seguinte tabela e imagem fornecem horários para vários eventos (respectivamente, primeiro contato, segundo contato, ponto médio, terceiro contato e quarto contato) durante o trânsito em 8 de junho de 2004 para um observador hipotético no centro da Terra. Devido à paralaxe, os horários observados em diferentes pontos da Terra podem diferir dos seguintes em até ±7 minutos.
| Horários (UTC) para observações do trânsito em 8 de junho de 2004 | Horários (UTC) para observações do trânsito em 8 de junho de 2004 | Horários (UTC) para observações do trânsito em 8 de junho de 2004 | Horários (UTC) para observações do trânsito em 8 de junho de 2004 | Horários (UTC) para observações do trânsito em 8 de junho de 2004 |
| I                                                                 | II                                                                | Meio                                                              | III                                                               | IV                                                                |
| ----------------------------------------------------------------- | ----------------------------------------------------------------- | ----------------------------------------------------------------- | ----------------------------------------------------------------- | ----------------------------------------------------------------- |
| 05:13:29                                                          | 05:32:55                                                          | 08:19:44                                                          | 11:06:33                                                          | 11:25:59                                                          |
|                                                                   |                                                                   |                                                                   |                                                                   |                                                                   |

## Mídia

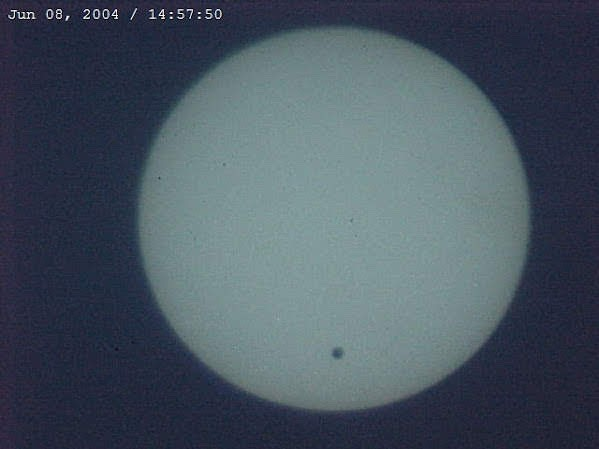
Uma projeção do Trânsito de Vênus de 2004 como visto de Mumbai, Índia às 14:57:50 IST (09:27:50 UTC) clicado usando uma câmera Sony Digital Mavica MVC-FD73 por Dhaval Mahidharia.
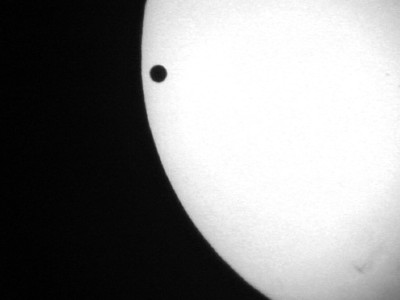
Fonte: Daniel P. B. Smith
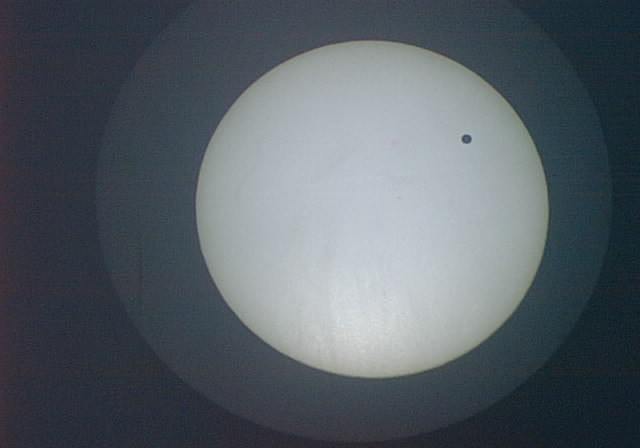
Trânsito de 2004 como visto de Bangalore às 07:41 UTC, cerca de duas horas após o início do trânsito. A imagem está invertida em comparação com o diagrama acima, então Vênus é visto perto do topo do disco solar
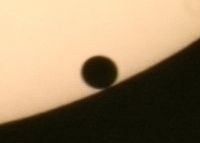
Terceiro contato (compare com III no diagrama acima) do trânsito de Vênus de 2004 como visto da parte central dos Estados Unidos
- Animação retratando o trânsito de Vênus da perspectiva da Terra
- Vídeo em close-up do trânsito de Vênus de 2004, gravado na parte ultravioleta do espectro